# It's All Geek to Me
It's All Geek to Me är ett amerikanskt TV-program skapad och ledd av David Pogue. Programmet sändes på HD Theater och Science Channel. Den hade premiär 18 maj 2007.
Så här skriver Pogue i sin blogg, "Vad det är? Tänk 'roliga matlagningsprogram'—fast istället för att lägga upp god mat, lägger jag upp projekt relaterad till teknik!".

## Avsnitt
- Digital Cameras — 18 maj 2007[2]
- Cell Phones — 18 maj 2007[2]
- iPods — 25 maj 2007[2]
- Laptops — 1 juni 2007[2]
- Saving Past Data — 8 juni 2007[2]
- Camcorders — 15 juni 2007[2]
- Editing Digital Photos — 6 juli 2007
- Freak 411 — 20 juli 2007
- iPod: More Than Music — 20 juli 2007
- Laptop Battery Life — 20 juli 2007
- Megapixel Myth — 20 juli 2007
- Restoring Old Floppy Disks — 20 juli 2007